# Route nationale 133
Die Route nationale 133, kurz N 133 oder RN 133, war eine französische Nationalstraße.
Die Straße wurde 1824 zwischen Mont-de-Marsan und der spanischen Grenze im Tal des Flusses Nive d’Arnéguy erbaut. Sie geht auf die Route impériale 153 zurück. Ihre Länge betrug 124 Kilometer. 1830 wurde die Nationalstraße um den neu in das Nationalstraßennetz aufgenommenen Abschnitt zwischen Bergerac und Mont-de-Marsan erweitert. Die Gesamtlänge betrug dadurch 266 Kilometer. 1973 wurde die Straße komplett abgestuft. 1978 wurde die Nationalstraße 113A, eine Verbindung zwischen der Nationalstraße 113 und der Nationalstraße 20 in Toulouse in die N 133 umgewidmet. Diese ist seit 2006 als Kommunalstraße gekennzeichnet.